# Athyrium sheareri
Athyrium sheareri là một loài thực vật có mạch trong họ Woodsiaceae. Loài này được (Baker) Ching miêu tả khoa học đầu tiên năm 1934.